# گیگاپدیا

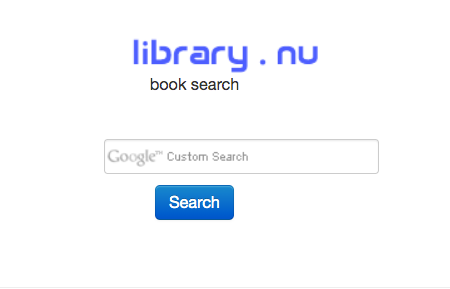
تصویر هوم‌پیج وب‌سایت گیگاپدیا در سال ۲۰۱۲

وب‌گاه Library.nu مشهور به گیگاپدیا که پیش‌تر در نشانی‌های ebooksclub.org و gigapedia.com در دسترس بود، یک وب‌گاه پیونددهی پرطرفدار بود. گیگاپدیا به زیر پا گذاشتن قانون حق نشر متهم شد و در ۱۵ فوریهٔ ۲۰۱۲ با حکم دادگاه از دسترس خارج گشت. در اطلاعیهٔ از کارافتادن آمد که این وب‌گاه نزدیک به ۴۰۰٬۰۰۰ کتاب الکترونیکی داشت و گفته‌می‌شود که درآمدی بیش از ۱۰ میلیون دلار داشته‌است. گیگاپدیا هدف عملیات قانونی همزمان از ۱۷ ناشر قرار گرفت که حکمی از یک دادگاه در مونیخ بدست آورده بودند.
بیشتر پرونده‌هایی که ادعا شده بود قانون را نقض می‌کنند در خدمات میزبانی پروندهٔ iFile.it نگهداری می‌شد که نماینده‌اش داشتن رابطهٔ نزدیک با Library.nu را رد کرد. در مقابل، یکی از نمایندگان آژانس مالکیت معنوی خصوصی که بدست ناشران کتاب‌ها استخدام شده بود اظهار داشت که مالکان و مدیران iFile.it همان کسانی بودند که نامشان در رسید کمک‌های مالی به Library.nu در پی‌پال آمده بود.
با توجه به نوشته‌های تارنت‌فریک «تیم قانونی ناشران درآمد را بر پایهٔ تأثیرگذاری صفحه‌ها و همچنین درآمد حاصل از حساب‌های برگزیده محاسبه کرده‌است، اما این رقم با توجه به اظهارات مالک iFile.it «خنده‌دار» است که این گفته با توجه به حجم نه‌چندان زیاد وب‌گاه معقول به نظر می‌رسد.» همچنین مالک iFile.it به تارنت‌فریک گفت که «آن‌ها به سختی می‌توانند هزینهٔ کارساز را با درآمدی که کسب می‌کنند بپوشانند»
نشانی وب "library.nu" توسط دامنهٔ.nu در ۲۰ فوریهٔ ۲۰۱۲ لغو شد. از تاریخ اعلام جرم تا ۲۴ فوریهٔ ۲۰۱۲ library.nu به گوگل بوکز تغییرمسیر یافت. نشانی وب gigapedia.com تا مدتی به یک مقاله به نام «ناپدید شدن کتابخانهٔ مجازی» نوشتهٔ کریستوفر ام. کلتی در وب‌گاه aljazeera.com پیوند می‌خورد.
با توجه به مقاله‌ای که در ساندی تایمز بریتانیا منتشر شد، گردانندگان library.nu ملیت ایرلندی داشتند و احتمالاً از گالوی و از راه کارسازی واقع در کی‌یف (پایتخت اوکراین) فعالیت می‌کردند.
این وب‌گاه (بدون پایگاه‌دادهٔ کتاب‌هایش) ۲ ماه بعد به حالت برخط بازگشت که حاوی پیام کوتاهی در نشانی http://library.nu/lnu.html برای خوانندگان است که آن‌ها را تشویق به خرید کتاب‌ها از وب‌گاه آمازون می‌کند.